# Hugo Gjanković
Hugo Gjanković (ur. 18 września 1893 w Buzecie, zm. 14 maja 1981 w Dubrowniku) – chorwacki lekarz, chirurg.
Studiował medycynę na Uniwersytecie Wiedeńskim, tytuł doktora medycyny uzyskał w 1920 roku. Początkowo pracował w klinice ginekologicznej w Wiedniu, od 1922 roku był asystentem w nowo utworzonej klinice chirurgii przy Wydziale Medycznym Uniwersytetu Wiedeńskiego. Był członkiem Chorwackiego Towarzystwa Medycznego. Podczas II wojny światowej został z powodów politycznych przeniesiony do kliniki chirurgicznej w Sarajewie. W 1953 roku opuścił Zagrzeb i przyjął propozycję objęcia kliniki w Dubrowniku.

## Wybrane prace
- Nauka o zavojima: priručnik sa 363 originalne ilustracije. Zagreb, Medicinska knjiga, 1976
- Hugo Gjanković, Sreten Bošković: Dijagnoza u opštoj hirurgiji. Svjetlost, Sarajevo 1988 ISBN 86-01-02246-4.